# 妖魔山魚屬
妖魔山魚屬是一種生存於二疊紀時期原始的輻鰭魚類，化石發現於中國新疆準噶爾盆地的妖魔山中的芨芨槽群（依文獻描述其發現地層「黃灰色頁岩」的特徵推測，可能屬於該群的井井子溝組下部）。
當時由法國國家科學研究中心的古生物學家 Cécile M. Poplin 等人發表小鱗妖魔山魚（Yaomoshania minutosquama）時，報告中也發表了一個未命名的妖魔山魚屬物種（？Yaomoshania sp.），雖然兩者都發現於同一地點，但因為兩者的化石都很不齊全，且發現的化石各屬於不同的部位，因此很難判定兩者是否為同一物種。目前發現的妖魔山魚化石主要來自體軀，鱗片小（Y. minutosquama 的鱗片大小介於 1.2×0.9 到 1.2×0.6 毫米之間，未命名種則在 2.5×0.9 到 0.5×0.5 毫米之間），明顯且排列整齊，外型近似圓錐。